# Zodarion aegaeum
Zodarion aegaeum là một loài nhện trong họ Zodariidae.
Loài này thuộc chi Zodarion. Zodarion aegaeum được J. Denis miêu tả năm 1935.